# Tetrapterocarpon
Tetrapterocarpon es un género de plantas con flores perteneciente a la familia Fabaceae. Comprende 3 especies descritas y de estas, solo 2 aceptadas.

## Taxonomía
El género fue descrito por Jean-Henri Humbert y publicado en Comptes Rendus Hebdomadaires des Séances de l'Académie des Sciences 208: 374–375. 1939.

## Especies aceptadas
A continuación se brinda un listado de las especies del género Tetrapterocarpon aceptadas hasta febrero de 2015, ordenadas alfabéticamente. Para cada una se indica el nombre binomial seguido del autor, abreviado según las convenciones y usos.	
- Tetrapterocarpon geayi
- Tetrapterocarpon septentrionale